# 하잘 카야
하잘 카야(Hazal Kaya, 1990년 10월 1일 ~ )는 튀르키예의 배우, 모델이다. 드라마 《아슈크-으 멤누》의 니할 지야길 역으로 유명하다.